# 帰宅戦争
『帰宅戦争』（きたくせんそう）は、鬼火あられによる日本のライトノベル。イラストはちりが担当している。富士見ファンタジア文庫（KADOKAWA）より2016年1月から同年5月まで刊行された。第28回ファンタジア大賞銀賞受賞作。同作は、「正統派青春バカストーリー」と評されている。

## あらすじ
舞台は私立帝政高校。部活動で青春を謳歌することが大正義とされる青春高校に入学したものの、過去の事件から仲間を信用できなくなっていた主人公の佐藤太郎は、同じく新入生争奪戦からの逃亡を図っていた元アイドルの椎名凜花とともに、授業終了とともに即帰宅するための「帰宅部」を設立することを画策する。その後、校長の許可を得て活動し始めた「帰宅同好会」は、校長から提示された「2週間後まで毎日、放課後の18時までに校門をくぐり抜けることができれば帰宅部の設立を認める」という条件を達成するために奮闘する。

## 登場人物
佐藤太郎（さとう たろう）
青春高校に入学した生徒。過去の事件で仲間を信用することができていない。
椎名凛花（しいな りんか）
青春高校に入学した生徒。元アイドルで天才声楽家。佐藤太郎とともに「帰宅同好会」を設立している。

## 評価
第28回ファンタジア大賞にて金賞を受賞した（受賞時のタイトルは「佐藤太郎と帰宅戦争」）。同賞で審査員を務めた石踏一榮は本作を以下のように評している。

## 既刊一覧
- 鬼火あられ（著）・ちり（イラスト）、KADOKAWA〈富士見ファンタジア文庫〉、全2巻
  - 『帰宅戦争 帰りたいんだけど戦争起こしてもいい？』、2016年1月20日発売[4]、ISBN 978-4-04-070814-0
  - 『帰宅戦争2 女子校と合併するんだけど戦争起こしてもいい？』、2016年5月20日発売[5]、ISBN 978-4-04-070820-1